# Visura ipotecaria
La visura ipotecaria (chiamata anche visura ipocatastale o accertamento immobiliare) è un'attività di ricerca che permette di determinare se un soggetto, persona fisica o persona giuridica, risulta intestatario di beni immobili attraverso la verifica delle trascrizioni a favore e delle trascrizioni contro tale soggetto, oltre che di identificare la presenza di gravami sugli stessi beni immobili. I gravami possono consistere in: ipoteche legali (Equitalia - servizio riscossione tributi o compravendite), ipoteche giudiziali (iscritte sulla base di decreti ingiuntivi o di sentenze di condanna al pagamento di somme), ipoteche volontarie (ad es.: per accensione mutui, finanziamenti) e citazioni (atti che contestano la titolarità dell'immobile o chiedono la conclusione di un contratto preliminare - art. 2932 c.c.).
Dalla visura ipotecaria è possibile inoltre conoscere, grazie alle trascrizioni presenti nell'elenco delle formalità, il tipo di atto di provenienza in relazione all'acquisizione del diritto sull'immobile, ovvero se derivante da compravendita,donazione,successione o altra tipologia di atto.
Secondo quanto disposto dall'art. 2673 c.c. chiunque può accedere agli atti pubblici tenuti dall'Agenzia del territorio, Servizio di pubblicità immobiliare, ex Conservatorie dei registri immobiliari, ed eseguire una visura.
Le Conservatorie nascono con l'unità d'Italia, e vanno tenute distinte dal catasto che è un pubblico registro con finalità distinte, in quanto principalmente fiscali, ed organizzato su base planimetrica. Il sistema delle Conservatorie è invece personale, ha la funzione di consentire la soluzione di conflitti tra parti che possano avere acquistato dallo stesso dante causa (e, indirettamente, una finalità di accertamento e tutela della proprietà immobiliare) ed è organizzato su base non reale ma personale, in quanto le trascrizioni e le iscrizioni sono fatte rispettivamente a favore un soggetto e contro un altro soggetto.
In Trentino-Alto Adige vige tuttora un sistema diverso, detto sistema degli uffici tavolari dove c'è corrispondenza effettiva tra quanto risulta intestato nell'ufficio tavolare, su base planimetrica, e quanto in proprietà del soggetto d'interesse.
Si dice "visurista" il professionista che viene di volta in volta delegato da notai, avvocati, banche o privati cittadini, che vi si rivolgono per eseguire visure o ricerche presso i competenti uffici territoriali.
La categoria dei visuristi non ha mai ottenuto un riconoscimento di legge: il lavoro viene svolto avendo maturato competenza ed esperienza. In molti casi infatti, determinare una consistenza immobiliare è molto complicato ed i rischi di errore dovuti alla confusione dei dati tra le singole note e quanto risulta dal catasto sono molto alti. Si consideri poi che vi sono molte regole mai scritte sulle competenze di trascrizione: i comuni corrispondono per provincia solo in catasto ma non per le trascrizioni degli atti (esempio: Calenzano è in provincia di Firenze ma trascrive a Prato).
Il catasto dovrebbe fornire la consistenza immobiliare di un soggetto senza indicazione dei gravami, ma spesso è errato o non aggiornato e la consistenza immobiliare scaturisce dal confronto tra quanto acquistato e quanto venduto, tenuto conto delle variazioni e frazionamenti intervenuti sugli immobili.
Il servizio di SISTER  è fornito, in abbonamento prepagato, dall'Agenzia del Territorio ad utenti precedentemente registrati. Attraverso questo servizio è possibile fare visure presso il catasto e presso tutti gli uffici d'Italia dell'Agenzia del Territorio, Servizio di pubblicità immobiliare; è anche possibile impostare il nominativo in tutte le Conservatorie in Nazionale per vedere dove sono presenti movimenti immobiliari, ma difficilmente è possibile individuare l'esatta consistenza con i soli dati ivi reperiti.